# Color blau en els éssers vius

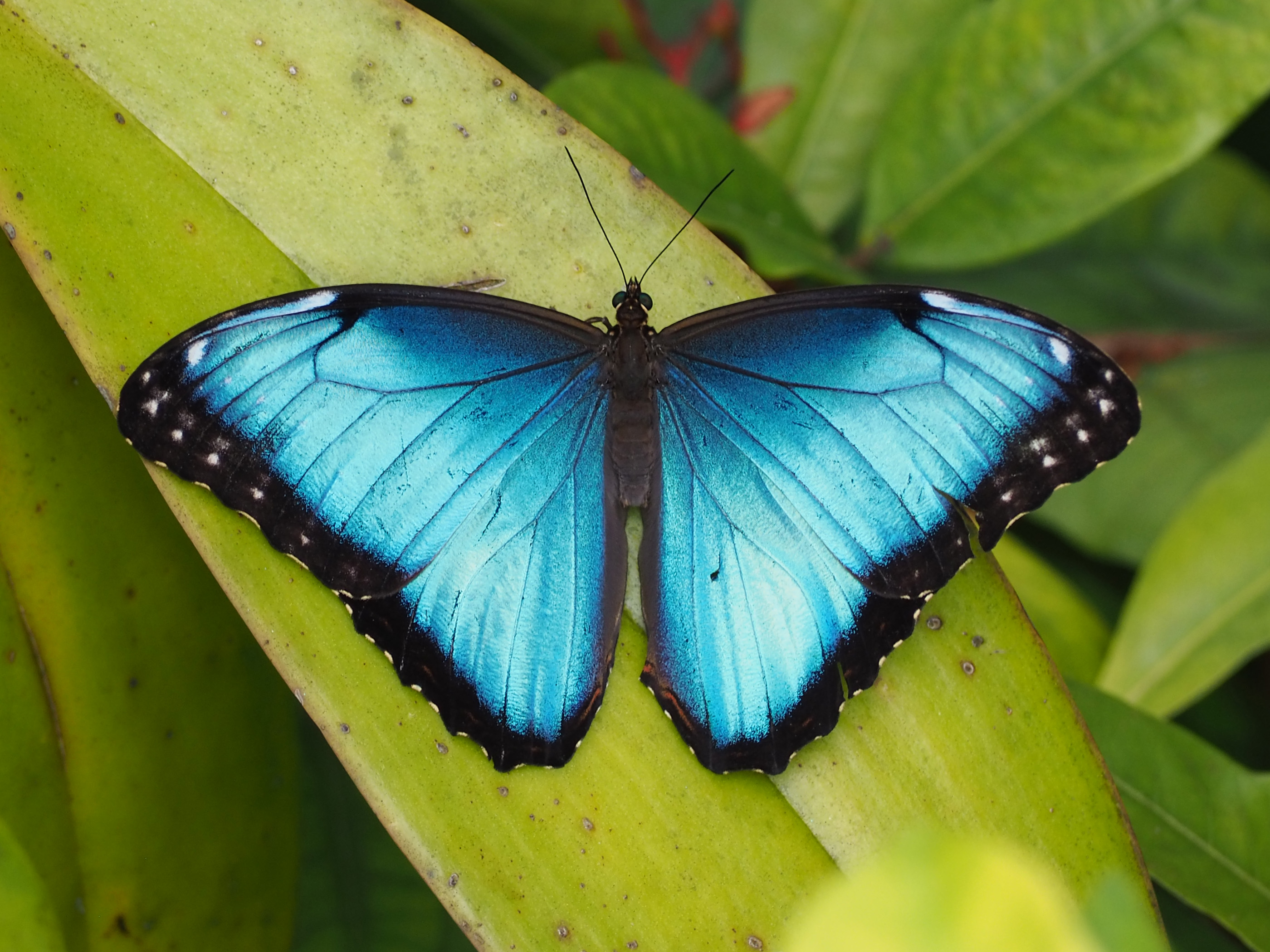
Papallona Morpho

El color blau en els éssers vius és particularment escàs a la natura. Hi ha molt pocs animals que produeixin pigments blaus i bona part dels que produeixen aquest color, ho fan canviant la dispersió de la llum mitjançant l'estructura microscòpica de les escates o plomes. Els éssers vius sovint tenim el color de les coses que mengem. Per exemple, si mengem plantes amb molts carotens, per exemple, aquests pigments poden servir per donar color a la nostra pell, i estan en moltes plantes, cosa que explica el color de molts animals que se n'alimenten. En el cas del color blau, pot venir per substàncies com les antocianines, però per algun motiu no són tan fàcils de processar i convertir en pigments. És per això que no hi ha una explicació definitiva, però la més plausible és que la transformació química d'aquestes substàncies és més costosa o complexa que la dels altres colors. Només hi ha alguns animals molt particulars, com el peix mandarí i alguna salamandra, que tenen pigmentació blava. La resta, com la famosa papallona Morpho i moltes aus de plomes blaves, han desenvolupat aquest color mitjançant un truc estructural que consisteix a dispersar la llum de les longituds d'ona més curtes.

## El color blau en l'antiguitat
D'entre tots els colors que veiem, el blau és el que amaga més misteris que cap altre. I és que si ens remetem a l'antiguitat, rarament trobem referències directes al color blau, ni al grec clàssic ni a les principals civilitzacions contemporànies. Però segons relata Andrea Marcolongo en el seu llibre La lingua geniale. 9 ragioni per amare il greco, tant alguns vermells com certs blaus eren anomenats “πορφύρεος” per semblar agitats i bullents, encara que aquesta paraula ha arribat a la nostra llengua com a “porpra”. Així doncs, podríem dir que el que per a nosaltres és blau per als grecs eren una multitud de colors diferents, alguns més propers al vermell, altres més propers al verd i així amb cada to que puguem imaginar. Si bé també és cert que no es troba pràcticament el color blau als seus edificis ni a l'art grec i això respon a la dificultat d'elaborar pintura blava per la manca d'aquest pigment a la natura.

## Pigments blaus
La primera raresa del color blau és que, a diferència de molts altres colors, és impossible obtenir-ho de la dieta. Els tons groc, taronja, vermell, marró, i els seus tons intermedis provenen en la seva major part del que els animals mengen. Els Flamencs, per exemple, neixen grisos, però es van tornant roses per la quantitat de pigment vermell (una substància anomenada astaxantina) que ingereixen en la seva dieta de crancs. Amb els salmons passa el mateix, la seva carn no és rosada en néixer. Tot i així, és impossible que es torni blava per menjar aliments blaus.

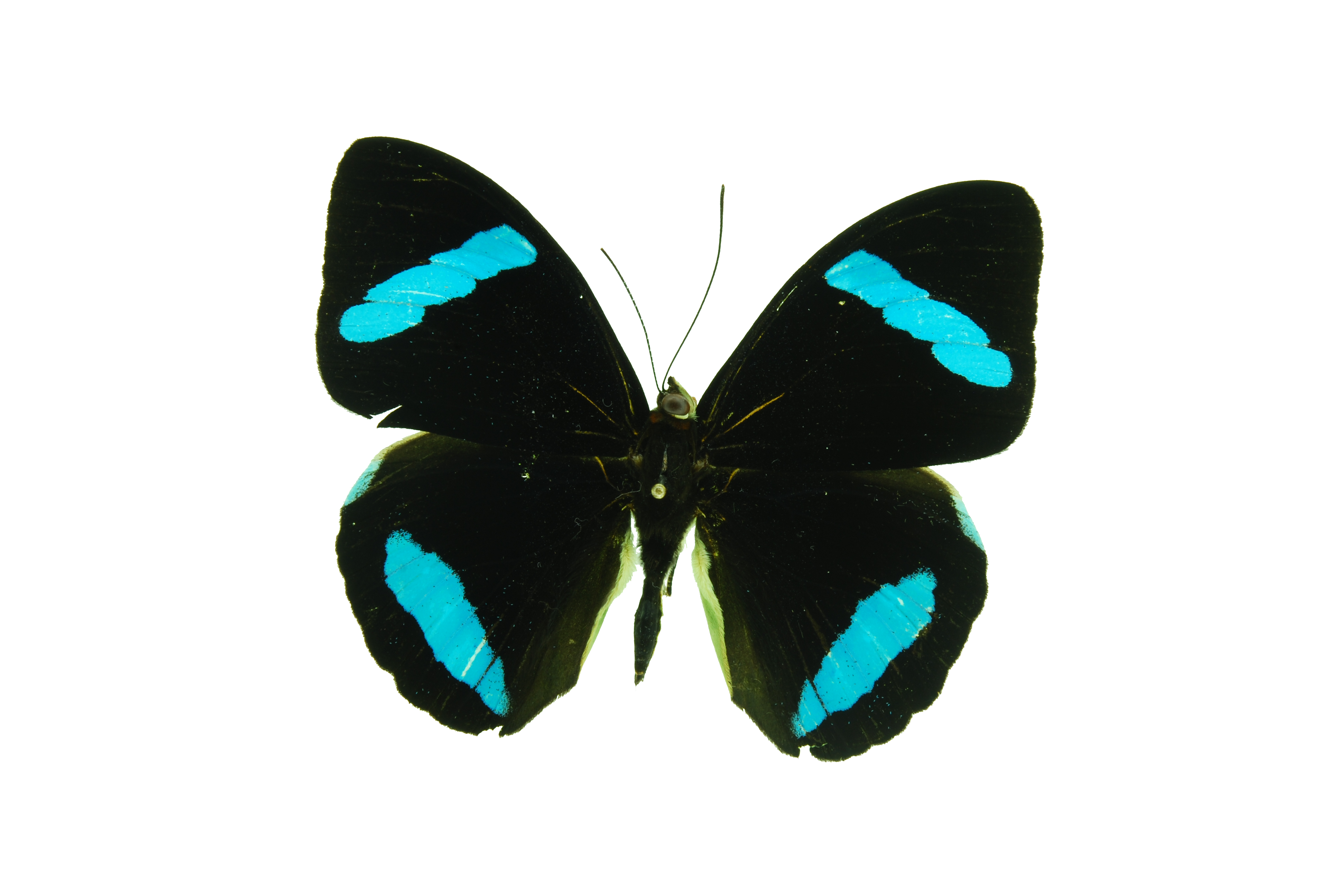
Nessaea obrinus

No existeix ni un sol animal vertebrat capaç de crear un pigment blau dins del seu organisme. El que més s'acosta és una altra papallona, la Nessaea Obrinus, un tipus de papallones molt poc comú i també bastant desconegut.

## Estructures microscòpiques
Una altra manera de crear el color blau a la natura és mitjançant la dispersió de la llum. És per això que alguns dels animals blaus més bonics del món ni tan sols són blaus. Els mascles d'algunes papallones Morpho (Morpho rhetenor i Morpho didius) semblen blaus, però si ens acostem a les escates de les seves ales amb un microscopi força potent veurem que en realitat són de color violeta. És la seva forma, en escala nanomètrica, la que està dissenyada per reflectir només la llum de color blau. Les plomes blaves d'alguns ocells utilitzen el mateix truc. No són blaves, sinó que estan dissenyades per reflectir la longitud d'ona adequada. Fins i tot els ulls de color blau dels éssers humans no ho són pels pigments d'aquesta tonalitat, sinó per estructures a escala nanomètrica.
La raó per la qual els pocs animals que decideixen mostrar el color blau ho fan mitjançant nanoestructures, en lloc de pigments, s'explica des del punt de vista evolutiu, és molt més senzill alterar la forma d'una part del cos que incorporar nous compostos químics a nivell biològic.

## Investigacions

### El color blau de laPollia condensata
Existeixen dos grans tipus de color. El color d'absorció electrònica és el que coneixem habitualment i que es deriva de l'absorció selectiva de determinades longituds d'ona, normalment per la presència de pigments. L'altre tipus, el color estructural, es produeix per la interacció de la llum amb molècules o nanoestructures periòdiques d'un ordre de magnitud similar a la longitud d'ona de la llum visible.

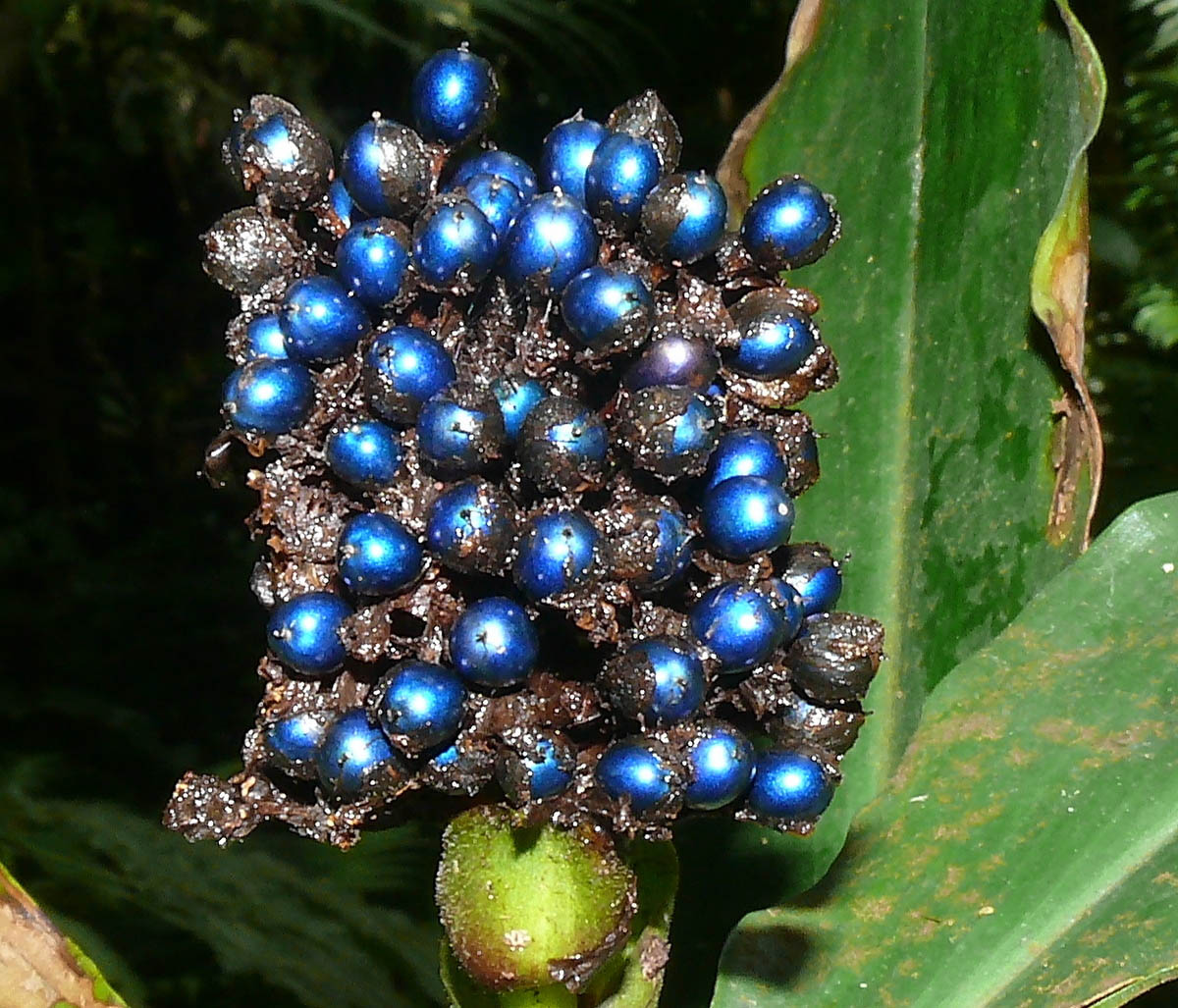
Fruit de Pollia condensata

Un grup d'investigadors de la Universitat de Cambridge (Regne Unit) i del Museu Smithsonian d'Història Natural (EUA) han trobat un exemple d'una planta amb color estructural, que és el més intens conegut en qualsevol ésser viu. Es tracta del fruit d'una planta anomenada Pollia condensata. Pollia és un gènere tropical amb aproximadament vint espècies d'herbes perennes pertanyents a la família Commelinaceae de les monocotiledónees. La planta té tiges estoloníferes i produeix una infructescència semblant a una mora on cada petita fruita té un diàmetre de mig centímetre i un intens color blau metàl·lic.
El fruit de Pollia conté unes 18 llavors dures i seques en el seu interior i no perd el seu intens color blau ni amb el temps ni amb la mort de la planta. Aquests fruits segueixen brillant després d'un segle ja que no hi ha una polpa que es pugui podrir ni uns pigments que es puguin anar degradant.